# Kwon Soon-woo
Kwon Soon-woo (Sangju, 2 december 1997) is een Zuid-Koreaanse tennisspeler. Hij heeft één ATP-toernooi in het enkelspel gewonnen.

## Palmares
| Legenda                       | Legenda               |
| ----------------------------- | --------------------- |
| Grand Slam                    |                       |
| Olympische Spelen             |                       |
| tot 2009                      | vanaf 2009            |
| Tennis Masters Cup            | ATP Finals            |
| ATP Masters Series            | ATP Tour Masters 1000 |
| ATP International Series Gold | ATP Tour 500          |
| ATP International Series      | ATP Tour 250          |

### Palmares enkelspel
| Nr.                  | Datum             | Toernooi       | Ondergrond    | Tegenstander in finale | Score            | Details |
| -------------------- | ----------------- | -------------- | ------------- | ---------------------- | ---------------- | ------- |
| Gewonnen finales     |                   |                |               |                        |                  |         |
| 1.                   | 26 september 2021 | ATP Nur-Sultan | Hardcourt (i) | James Duckworth        | 7-6(6), 6-3      | Details |
| 2.                   | 14 januari 2023   | ATP Adelaide   | Hardcourt     | Roberto Bautista Agut  | 6-4, 3-6, 7-6(4) | Details |
| Gewonnen challengers |                   |                |               |                        |                  |         |
| 1.                   | 3 maart 2019      | Yokohama       | Hardcourt     | Oscar Otte             | 7-6(4), 6-3      |         |
| 2.                   | 5 mei 2019        | Seoel          | Hardcourt     | Max Purcell            | 7-5, 7-5         |         |
| 3.                   | 21 februari 2021  | Biella         | Hardcourt (i) | Lorenzo Musetti        | 6-2, 6-3         |         |

## Resultaten grote toernooien
| Legenda | Legenda                          |
| ------- | -------------------------------- |
| g.t.    | geen toernooi gehouden           |
| l.c.    | lagere categorie                 |
| –       | niet deelgenomen                 |
| G       | uitgeschakeld in de groepsfase   |
| 1R      | uitgeschakeld in de eerste ronde |
| 2R      | uitgeschakeld in de tweede ronde |
| 3R      | uitgeschakeld in de derde ronde  |
| 4R      | uitgeschakeld in de vierde ronde |
| KF      | uitgeschakeld in de kwartfinale  |
| HF      | uitgeschakeld in de halve finale |
| F       | de finale verloren               |
| W       | het toernooi gewonnen            |
| w-v     | winst/verlies-balans             |

### Enkelspel
| grandslamtoernooien  |      |      |      |      |      |      |
| Australian Open      | 1R   | –    | 1R   | 1R   | 2R   | 1R   |
| Roland Garros        | –    | –    | 1R   | 3R   | 1R   | –    |
| Wimbledon            | –    | 1R   | g.t. | 2R   | 1R   | –    |
| US Open              | –    | 1R   | 1R   | 1R   | 2R   | 1R   |
| ATP Masters 1000     |      |      |      |      |      |      |
| Indian Wells         | –    | –    | g.t. | 1R   | 1R   | –    |
| Miami                | –    | –    | g.t. | 1R   | 1R   | –    |
| Monte Carlo          | –    | –    | g.t. | –    | –    | –    |
| Madrid               | –    | –    | g.t. | –    | 1R   | –    |
| Rome                 | –    | –    | –    | –    | –    | –    |
| Montreal/Toronto     | –    | 1R   | g.t. | –    | –    | –    |
| Cincinnati           | –    | –    | –    | –    | –    | –    |
| Shanghai             | –    | –    | g.t. | g.t. | g.t. |      |
| Parijs               | –    | –    | –    | –    | –    |      |
| Olympische Spelen    |      |      |      |      |      |      |
| Olympische Spelen    | g.t. | g.t. | g.t. | 1R   | g.t. | g.t. |
| statistieken         |      |      |      |      |      |      |
| totaal aantal titels | 0    | 0    | 0    | 1    | 0    | 1    |
| eindejaarsranking    | 235  | 88   | 95   | 53   | 83   |      |

### Dubbelspel
| grandslamtoernooien  |      |     |     |   |
| Australian Open      | 1R   | –   | 3R  | – |
| Roland Garros        | 1R   | –   | 1R  | – |
| Wimbledon            | g.t. | –   | 1R  | – |
| US Open              | –    | 1R  | 1R  | – |
| statistieken         |      |     |     |   |
| totaal aantal titels | 0    | 0   | 0   | 0 |
| eindejaarsranking    | 342  | 858 | 224 |   |